# Pfaffenweiler
Pfaffenweiler – miejscowość i gmina w Niemczech, w kraju związkowym Badenia-Wirtembergia, w rejencji Fryburg, w regionie Südlicher Oberrhein, w powiecie Breisgau-Hochschwarzwald, wchodzi w skład wspólnoty administracyjnej Schallstadt. Leży ok. 10 km na południowy zachód od centrum Fryburga Bryzgowijskiego.